# Laperousea quindecimpunctata
Laperousea quindecimpunctata är en spindelart som först beskrevs av Arthur Urquhart 1893.  Laperousea quindecimpunctata ingår i släktet Laperousea och familjen täckvävarspindlar.
Artens utbredningsområde är Tasmanien. Inga underarter finns listade i Catalogue of Life.